# 同物異名
同物異名又稱異名、同義碼，在生物分類學上，是表示用來指稱同一分類單元（taxon）先后被给予两个或更多的不同名称、学名、编码，它们名称虽异，却实指同物、同种或同码。若是分类单元特指某一物种，则称同種異名。此用詞在動物學與植物學上的用法不甚相同。
造成异名的原因主要有: 
- 同一物种被不同人命名
- 属的变动导致的属名异名
- 原来属于某个属的物种被移到另一个属
- 属下分类等级变动
- 不同的物种归并到同一个种当中
- 不合法名称（illegitimate name）的修订

## 動物學
在動物命名上，異名是指用來表示同一個分類單元的不同命名，例如兩個指稱同一物種的名稱。在動物命名規則中，首先發表的名稱叫做「首異名」（senior synonym）；而其他後發表的則稱作「次異名」（junior synonyms），後者一般是不被採用的名稱。
假如各個異名皆可明確對應同一分類單元，則是一個「客觀的」（objective）異名；例如當它們指稱同一項描述，或同一個模式標本時。其他的異名則是「主觀的」（subjective），因為這些異名還有爭議空間，不同的學者可能對同一個名稱所代表的特徵變異範圍有不同的看法。

## 植物學
在植物命名上，異名是指一個「可用來指此分類單元的植物學名」，植物的異名並不單獨使用，而是總以「某某的異名」方式出現。在植物學上，異名可以是：
- 「同型的」（homotypic）或稱「命名上的」（nomenclatural）：對象是同一個模式標本。例如 Pinus abies 與 Picea abies 擁有同樣的模式標本。假如後來確立 Picea abies 為正確命名，那麼 Pinus abies 就變成 Picea abies 的「同型異名」。
- 「異型的」（heterotypic）或稱「分類學上的」（taxonomic）：對象是不同的模式標本。例如有些植物學家原本將「蒲公英」分割成多個物種，每一個物種命名時都對應各自的模式標本。假如後來「蒲公英」變成一個可指稱所有這些物種的單一物種 Taraxacum officinale 時，那麼所有其他物種名稱全部都是 Taraxacum officinale 的「異型異名」。

## 術語
| 意義大致相等的不同用語 | 意義大致相等的不同用語     | 意義大致相等的不同用語       |
| ---------------------- | -------------------------- | ---------------------------- |
| 動物學                 | 植物學                     | 涵義                         |
| 次異名                 | 異名                       | 較晚發表的學名               |
| 客觀異名               | 同模異名/同型異名/命名上的 | 使用了同一個模式標本的學名   |
| 主觀異名               | 異模異名/異型異名/分類上的 | 使用了不同模式標本的學名     |
| 原組合/原名            | 基名                       | 客觀異名或同模異名的首個版本 |